# Геосинхронная орбита

Геосинхронная орбита

Геосинхро́нная орби́та (ГСО) — орбита обращающегося вокруг Земли спутника, на которой период обращения равен звёздному периоду вращения Земли — 23 ч 56 мин 4,1 с.
Частным случаем является геостационарная орбита — круговая орбита, лежащая в плоскости земного экватора, для которой спутник в небе (для земного наблюдателя) практически неподвижен. Геостационарная орбита имеет радиус 42 164 км с центром, совпадающим с центром Земли, что соответствует высоте над уровнем моря 35 786 км.
Если орбита имеет отличное от нуля наклонение и нулевой эксцентриситет, то при наблюдении с Земли спутник в течение суток описывает на небе восьмёрку. Если же и наклонение, и эксцентриситет отличны от нуля, то восьмёрка может, в зависимости от конкретных величин наклонения и эксцентриситета, выродиться в эллипс (спутники серии Canyon) или в отрезок прямой, лежащий в плоскости экватора (при ненулевом эксцентриситете и нулевом наклонении, например такая орбита у разгонных блоков ДМ-SL).
Первым спутником связи на геосинхронной орбите являлся «Syncom-2», запущенный Соединёнными Штатами 26 июля 1963 года. Иногда вывод на геосинхронную орбиту вызван тем, что у ракеты-носителя, которой был запущен спутник, не хватает энергии для того, чтобы вывести этот космический аппарат прямо на геостационарную орбиту.
Существуют каталоги объектов на геосинхронных орбитах.

## Характеристики орбиты
У всех геосинхронных орбит (как у круговых, так и у эллиптических) большая полуось равна 42 164 км Для любого орбитального периода P размер большой полуоси a вычисляется по формуле
{\displaystyle a={\sqrt[{3}]{\mu \left({\frac {P}{2\pi }}\right)^{2}}},}
где {\displaystyle \mu =GM} — геоцентрическая гравитационная постоянная, равная 398 600,4418 км³/с², произведение массы Земли на гравитационную постоянную.
В частном случае геостационарной орбиты наземной трассой ИСЗ является единственная точка на экваторе. В общем случае геосинхронных орбит с ненулевым наклонением или эксцентриситетом трасса представляет собой более или менее искажённую восьмёрку.

## Геостационарная орбита
Геостационарная орбита (GEO) — это круговая геосинхронная орбита в плоскости земного экватора с радиусом около 42 164 км (измеряется от центра Земли). Спутник на такой орбите находится на высоте около 35 786 км от среднего уровня моря. Подобная орбита иногда также называется орбитой Кларка в честь Артура Кларка. Данные орбиты удобны для телекоммуникационных спутников.
Идеальная геостационарная орбита практически не достижима, так как ИСЗ находится на ней под действием нескольких дополнительных сил, например, солнечного ветра, давления электромагнитного излучения, притяжения со стороны Луны и Солнца; под влиянием неоднородности гравитационного поля Земли. Спутникам приходится производить различные манёвры, чтобы оставаться на геостационарной орбите.

## Орбита «Тундра»

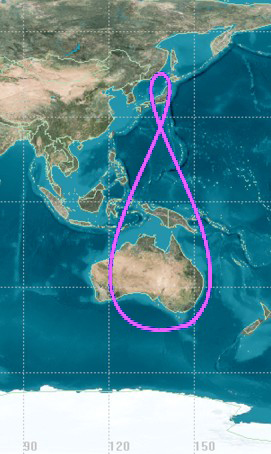
Наземная трасса КА «QZSS», находящегося на GSO-орбите типа «Тундра»

Орбиты «Тундра» являются эллиптическими геосинхронными орбитами, их типичный эксцентриситет от 0,25 до 0,4. Наклонение таких орбит составляет от 62,15° до 63,4°;
Такие орбиты используется, в частности, компанией «Sirius XM Radio» (система «Sirius XM» из трёх КА) и японской навигационной системой QZSS.